# RE-COLLECTION II
『RE-COLLECTION II』（リコレクションツー） は、1985年3月5日に発売された竹内まりやの2枚目の非公認ベスト・アルバム。発売元は RCA / RVC。

## 解説
- 『RE-COLLECTION』に続く竹内まりや2枚目の非公認ベスト・アルバム。
- 1曲目〜7曲目までがA面（Driving Side）、8曲目から14曲目までがB面（Love Ballad Side）となっている。

## チャート成績
- オリコンではLPが55位・登場回数は2回で0.4万枚を売り上げ、CTは76位・登場回数2回で0.2万枚を売り上げた。
- 総売上枚数は0.6万枚。

## 収録曲
1. Sweetest Music
6枚目のシングル。
2. 想い出のサマーデイズ
2枚目のオリジナル・アルバム『UNIVERSITY STREET』からの収録。
3. 恋の終わりに
3枚目のオリジナル・アルバム『LOVE SONGS』からの収録。
4. イチゴの誘惑
7枚目のシングル。
5. ジャスト・フレンド
1枚目のシングル『戻っておいで・私の時間』のB面曲。
6. ブラックボード先生
5枚目のオリジナル・アルバム『Portrait』からの収録。
7. Crying All Night Long
8枚目のシングル『Special Delivery 〜特別航空便〜』のB面曲。
8. 五線紙
3枚目のオリジナル・アルバム『LOVE SONGS』からの収録。
9. ムーンライト・ホールド・ミー・タイト
1枚目のオリジナル・アルバム『BEGINNING』からの収録。
10. 輝くスターリー・ナイト
1枚目のオリジナル・アルバム『BEGINNING』からの収録。
11. ホールド・オン
2枚目のオリジナル・アルバム『UNIVERSITY STREET』からの収録。
12. かえらぬ面影
2枚目のオリジナル・アルバム『UNIVERSITY STREET』からの収録。
13. 悲しきNight & Day
5枚目のオリジナル・アルバム『Portrait』からの収録。
14. ポートレート 〜ローレンスパークの想い出〜
5枚目のオリジナル・アルバム『Portrait』からの収録。